# Rândunică neagră
Rândunica neagră (Psalidoprocne pristoptera) este o specie de pasăre din familia Hirundinidae.

## Descriere

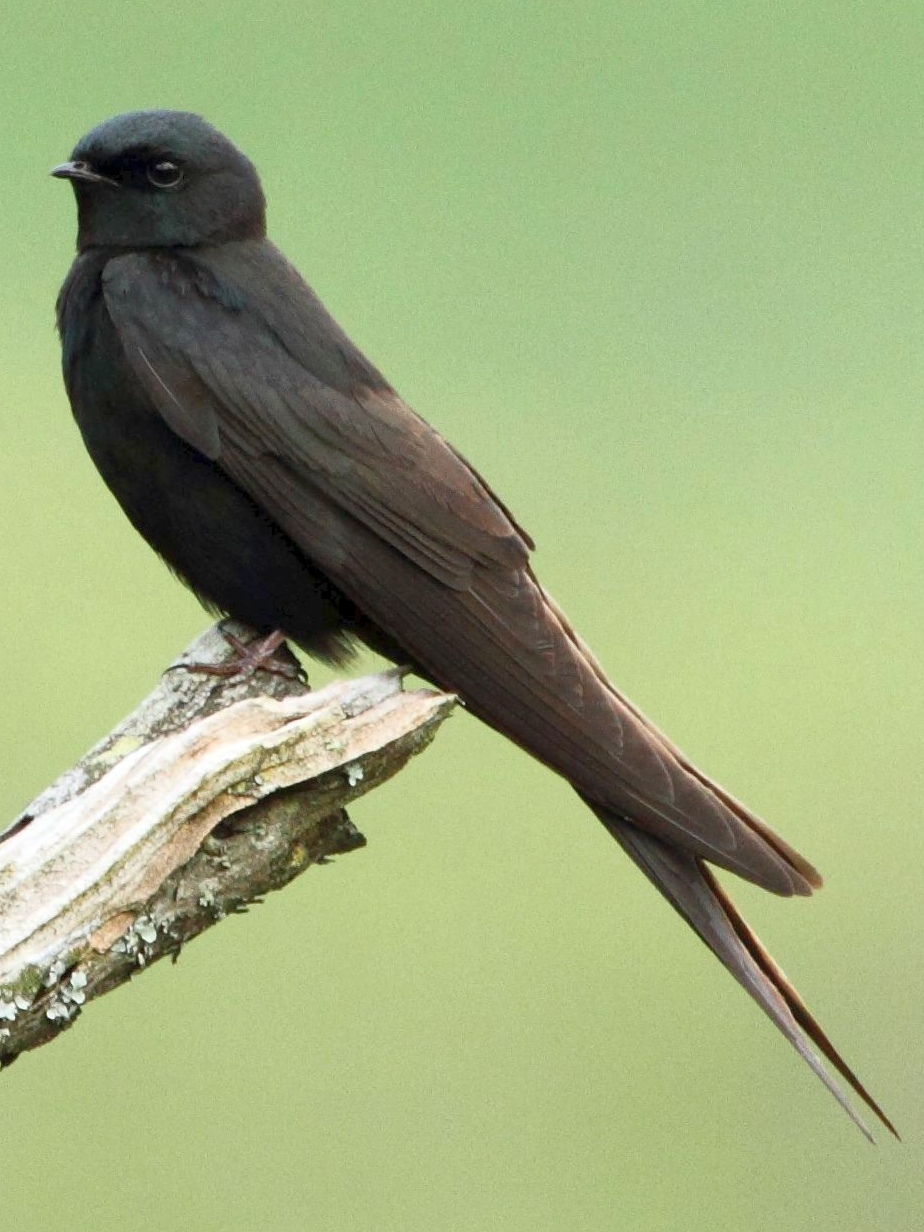
Psalidoprocne pristoptera

Rândunica neagră are  o lungime a corpului de 13–15 cm cm,  cu o coadă bifurcată. Penajul său este negru cu un luciu albastru. Sexele sunt asemănătoare, dar femela are pene exterioare mai scurte ale cozii. Puii sunt maro și au cozi scurte.

## Comportament
De obicei sunt văzute în perechi sau în grupuri mici vânând insecte zburătoare în poienile de la marginea pădurilor și pe lângă corpuri de apă. Cuibul este construit din iarbă și mușchi în adăposturi adânci de 30-60 cm într-un mal de lut și nisip. Depune 2-3 ouă albe. Femela incubează timp de 14-19 zile, iar după 24-27 de zile puilor le cresc penele.

## Subspecii
- Psalidoprocne (pristoptera) chalybdea
- Psalidoprocne (pristoptera) petiti
- Psalidoprocne (pristoptera) mangbettorum
- Psalidoprocne (pristoptera) oleaginea
- Psalidoprocne (pristoptera) pristoptera
- Psalidoprocne (pristoptera) antinorii
- Psalidoprocne (pristoptera) blanfordi
- Psalidoprocne (pristoptera) orientalis
- Psalidoprocne (pristoptera) holomelas